# Brenda Navarro
Brenda Navarro (Cidade de México, 26 de fevereiro de 1982) é uma escritora, socióloga e economista mexicana conhecida pelas suas novelas Casas vacías e Ceniza en la boca.

## Trajetória
Brenda Navarro nasceu a 26 de fevereiro de 1982 na Cidade de México. Atualmente, vive em Madrid.
Foi aluna da Universidade Nacional Autónoma do México, onde estudou sociologia e economia. Realizou um mestrado em Estudos de Género, Mulheres e Cidadania na Universidade de Barcelona.
Colaborou com diversas ONG, tais como o Artículo 19 Capítulo México e Cátedra UNESCO de Derechos Humanos de la Facultad de Ciencia Políticas da Universidade Nacional Autónoma do México.
É fundadora de #EnjambreLiterario, um projeto integrado por um grupo de pessoas, que procuraram abrir espaços de difusão para vozes femininas em Latinoamérica desde 2016 e até 2020. Publicou Agosto de Tatiana Maillard, El libro de Aisha de Sylvia Aguilar Zéleney, Brazilian non es una raza de Wendy Treviño, Una casa con jardín de Itzel Guevara Del Ángel.
Participou em oficinas, tais como Mi casa es un campo de batalla? e Escribiremos el mundo o el mundo nos reescribirá? de La Casa Encendida fundación montemadrid, bem como em Oficinas de Escrita Criativa e Oficinas e cursos de Economia com perspectiva de género.
Em 2018, juntamente com Kaja Negra, uma editoria de jornalismo independente, publicou Casas Vacías, a sua primeira novela. Nesta novela questiona a maternidade imposta pela sociedade e sobretudo a dor de uma mulher confrontada com o desaparecimento de um filho.
Faz parte da rede Ellas Cuidan, que procura chamar a atenção para o facto de o trabalho criativo implicar para as mulheres uma tripla jornada. O objetivo desta rede é promover o diálogo em torno da escrita e do trabalho doméstico.
Participou no comité organizador do Encuentro Escritoras y Cuidados que se realiza no âmbito do Dia da Escritora em Espanha, e tem como objetivo tornar visível o trabalho das mulheres na literatura, combatendo a discriminação.
Em março de 2022, publicou a sua segunda novela Ceniza en la boca, na editoria Sexto Piso, que foi finalista da Bienal de Novela Mario Vargas Llosa.

## Obras

### Novela
- Casas vacías (2018 em digital, 2020 em impresso)
- Ceniza en la boca (2022)

### Conto
- «El asalto a Raúl Castro» (2013), na revista Nagari[10].
- «La cobija azul» (2013), na revista Nagari.[11]
- «Jauría de perros», em República de los Lobos. Antología del cuento mexicano reciente (2015), de José Manuel García Gil (compilador).

### Ensaio
- «La construcción de redes, una respuesta antes las políticas migratorias de Estados Unidos» (2018)
- «4 diatribas y media en la Ciudad de México» em Tsunami 2, de Gabriela Jauregi (compiladora)[12]

### Poesia
- «4 diatribas y media en la Ciudad de México», em Tsunami 2 (2020)

## Prêmios e reconhecimentos
- (2019). English Pen Translation Award.[13]
- (2020). Premio Tigre Juan (2020).[14]
- (2022). Premio Cálamo, categoria Livro do Ano 2022 por Ceniza en la boca.[15]
- (2022). Livro do Ano (ficção) concedido pelas Livrarias de Madrid por Ceniza na boca.[16]
- (2023). Premio Arzobispo Juan de San Clemente[17]